# West Bishop (Kalifornija)
West Bishop je naseljeno područje za statističke svrhe u američkoj saveznoj državi Kalifornija. Prema popisu stanovništva iz 2010. u njemu je živjelo 2.607 stanovnika.